# Cliff Graham
Cliff Graham est un boxeur canadien né le 18 mars 1900 à Toronto, Ontario, et mort le 24 mai 1986.

## Carrière
Il remporte aux Jeux olympiques d'été de 1920 à Anvers la médaille d'argent dans la catégorie poids coqs. Après une victoire par KO au premier round face au français Henri Ricard puis aux points contre le belge Henri Hebrants, Graham perd en finale contre Clarence Walker.

## Palmarès

### Jeux olympiques
- Jeux olympiques d'été de 1920 à Anvers[1] (poids coqs)